# Martin Qvist
Martin Peter Qvist, född 2 november 1935 i Egernsund, Danmark, död 1 februari 2008, var en dansk målare, grafiker och skulptör verksam i Sverige.
Han är son till representanten Niels Jensen Qvist och Katharina Hansen och från 1958 gift med Inge Ny Jensen. Qvist är som konstnär huvudsakligen autodidakt och bedrev självstudier under resor till Amsterdam och Paris. Han medverkade i Kunstnernes efterårsudstilling i Köpenhamn. Bland hans offentliga arbeten märks altartavlan i Danska kyrkan i Harrislee i Tyskland och utsmyckningar i Egernsund och Sögaard på södra Jylland. Hans konst består av stilleben, figurer, porträtt, nonfigurativa kompositioner samt landskap utförda i olja, akvarell eller grafik och mindre skulpturer i gips. 